# Aspidiphorus
Aspidiphorus – rodzaj chrząszczy z rodziny Sphindidae i podrodziny Aspidiphorinae. Obejmuje 30 opisanych gatunków. Prowadzą skryty tryb życia. Zarówno larwy, jak i postacie dorosłe żerują wyłącznie na śluzowcach.

## Morfologia

### Owad dorosły
Chrząszcze o ciele długości od 1,2 do 2,1 mm, w zarysie jajowatym do podługowato-owalnego, z wierzchu półkuliście wysklepionym do lekko przypłaszczonego, o jednolitym ubarwieniu brązowym lub rudoczarnym, czasem z przyciemnionym przedpleczem i buławką czułków.
Głowa jest podgięta, częściowo ukryta pod przedpleczem, z wierzchu punktowana, czasem z szeregami powiększonych i pogłębionych punktów przynasadowych. Wydatne, ale niewyłupiaste oczy są czarne. Czułki osadzone są powyżej oczu, zbudowane z dziesięciu członów, z których pierwszy jest duży, niesymetryczny i zakrzywiony, drugi niesymetryczny i kulistawy, trzeci walcowaty, czwarty wydłużony do niemal paciorkowatego, od piątego do siódmego prawie paciorkowate, a pozostałe formują buławkę. Od panewek czułkowych do bocznych krawędzi głowy biegną bruzdy czułkowe. Nadustek ma wykrojone boki i prostą do lekko łukowatej krawędź wierzchołkową. Warga górna jest niewielka, na szczycie prosta do lekko dwupłatowej. Żuwaczki dysponują wydatnym guzkiem. Szczęka ma pociągłą żuwkę wewnętrzną z tęgim kolcem bocznym, owłosioną na szczycie i smukłą żuwkę zewnętrzną oraz czteroczłonowy głaszczek z członem ostatnim walcowatym. Trapezowata i głęboko punktowana warga dolna zaopatrzona jest w trójczłonowe głaszczki wargowe.
Przedplecze jest wysklepione, najwęższe na przedzie, równomiernie punktowane, o prostej krawędzi przedniej i wyraźnie zafalownej, wykrojonej przy tarczce krawędzi tylnej. Tarczka zwykle jest szersza niż dłuższa, rzadziej wydłużona. Na powierzchni pokryw znajduje się po 11 rzędów punktów, a międzyrzędy porastają jasne, półwzniesione szczecinki; guzy barkowe są pozbawione punktowania. Skrzydła tylnej pary pozbawione są płatów jugalnych. Bardzo wąskie przedpiersie wypuszcza najszerszy z tyłu i opatrzony kilkoma dużymi punktami wyrostek międzybiodrowy, wchodzący we wcięcie na falistej krawędzi przedniej śródpiersia. Zapiersie jest rozdęte. Odnóża są dość długie i cienkie. Biodra przedniej pary są zaokrąglone, środkowej nieco poprzeczne, a tylnej wydłużone. Golenie wchodzą często w rowek na najszerszych pośrodku udach, a same mają rowek, w który chować się mogą stopy. Na szczycie goleni leży obrączka z krótkich i tęgich szczecin. Samice mają stopy wszystkich par pięcioczłonowe, u samców natomiast ostatnia para miewa stopy czteroczłonowe. Pazurki samic są niezmodyfikowane, u samców mogą zaś być piłkowane.
Na spodzie odwłoka widocznych jest pięć sternitów, z których pierwszy jest dwukrotnie dłuższy od pozostałych i wypuszcza szeroki, prawie tak szeroki jak długi wyrostek międzybiodrowy wchodzący na półkę zapiersia. Nakryte pokrywami, z wierzchu powciskane pygidium ma ścięty do szeroko zaokrąglonego wierzchołek o ząbkowanej krawędzi i podłużnym żłobku środkowym.

### Larwa
Larwa ma ciało z wierzchu jednolicie białawe, pozbawione ciemniejszego nakrapiania. Porastają je bardzo długie szczecinki. Głowa odznacza się żuwaczkami zaopatrzonymi w pięć lub sześć zębów przedwierzchołkowych. Czułki mają człon drugi silnie wydłużony, około czterokrotnie dłuższy od pierwszego. Przedplecze jest poprzeczne, szersze od śródplecza.

## Ekologia i występowanie
Owady te pędzą skryty tryb życia. Są myksomykofagami żerującymi na śluzowcach. Larwy przechodzą rozwój wyłącznie w śluzowcach; znajdywane były m.in. w paździorku ciemnym, wykwicie piankowatym i Enteridium lycoperdon. Osobniki dorosłe spotykane są także w butwiejącym drewnie, ściółce i pod odstającą korą, zwłaszcza w okresie zimowej hibernacji.
Przedstawiciele rodzaju występują na wszystkich kontynentach i we wszystkich krainach zoogeograficznych Starego Świata. Na zachodzie Palearktyki stwierdzono trzy gatunki, z których dwa obecne są także w Polsce (zobacz: Sphindidae Polski).

## Taksonomia
Takson ten wprowadzony został w 1821 roku w publikacji Pierre’a F.M.A. Dejeana z autorstwem przypisanym Danielowi Zieglerowi i pod zawierającą literówkę nazwą Arpidiphorus, skorygowaną w 1826 roku przez Johanna Sturma. Nazwa Aspidiphorus wywodzi się z greki i oznacza „niosącego tarczę”. Gatunkiem typowym została Nitidula orbiculata.
Do rodzaju tego zalicza się 30 opisanych gatunków:

- Aspidiphorus annabelleae Forrester, 2003
- Aspidiphorus asiaticus Champion, 1924
- Aspidiphorus bhuswargabasi Sen Gupta & Pal, 1982
- Aspidiphorus bhutia Sen Gupta & Pal, 1982
- Aspidiphorus bidentatus Forrester, 2003
- Aspidiphorus bilineaus Forrester, 2003
- Aspidiphorus bipennis Forrester, 2003
- Aspidiphorus confusus (Reitter, 1902)
- Aspidiphorus crowsoni Forrester, 2003
- Aspidiphorus dravida Sen Gupta & Pal, 1982
- Aspidiphorus geminuspunctatus Forrester, 2003
- Aspidiphorus globosus (W.J. Macleay, 1871)
- Aspidiphorus howensis Lea, 1920
- Aspidiphorus humeralis Blackburn, 1894
- Aspidiphorus japonicus (Reitter, 1879)
- Aspidiphorus lacunamagnus Forrester, 2003
- Aspidiphorus lareyniei Jacquelin du Val, 1859
- Aspidiphorus latuscanalis Forrester, 2003
- Aspidiphorus maheswar Pal & Sen Gupta, 2003
- Aspidiphorus minimus Pic, 1926
- Aspidiphorus nigriclavus Lea, 1920
- Aspidiphorus orbiculatus (Gyllenhal, 1808)
- Aspidiphorus palascutellus Forrester, 2003
- Aspidiphorus perexiguus Scott, 1926
- Aspidiphorus planuscrus Forrester, 2003
- Aspidiphorus rotundiclaviger Forrester, 2003
- Aspidiphorus sakaii Sasaji, 1993
- Aspidiphorus spissus Lea, 1920
- Aspidiphorus uenoi Forrester, 2003
- Aspidiphorus uma Pal & Sengupta, 2003